# Баранов (остров)
Остров Баранов (на английски: Baranof Island) е четвъртия по големина остров от архипелага Александър, съставна част на щата Аляска. Площта му е 4162 km². Разположен е в западната част на архипелага, като на север протока Перил Стрийт го отделя от остров Чичагов, на изток протока Чатъм – от островите Адмиралти и Кую, а на запад протока Крестов – от остров Крузов. Брегове му са предимно високи, стръмни, планински, изпъстрени с множество заливи и фиорди (особено на югозапад). Релефът е планински с максимална височина 1432 m. Почти целия остров е покрит с гъсти и влажни иглолистни гори. Към 2000 г. населението на острова е наброявало 8532 души, като най-голямото селище, пристанище и риболовен център е град Ситка (от 1802 до 1867 е административен център на руските владения в Америка под името Новоархангелск) е разположен на западния бряг и през 2020 г. е с население 6982 души. Освен него на острова има още 5 малки селища. През 1805 г. островът е наименуван от видния руски мореплавател Юрий Лисянски в чест на първия (1790 – 1818 ) губернатор на Руска Америка Александър Баранов (1747 – 1819).